# Contestani

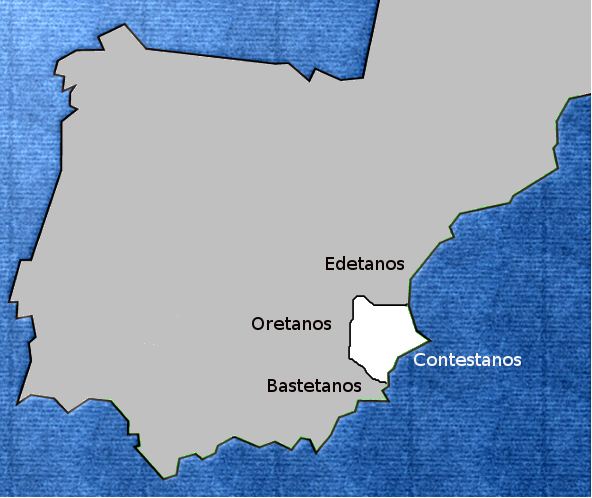
Lãnh thổ của người Contestani

Người Contestani là một tộc người Iberes cổ đại (trước thời La Mã) ở bán đảo Iberia (người La Mã gọi là Hispania). Họ được cho là đã nói tiếng Iberes.
Họ sinh sống trong một khu vực nằm ở phía tây nam của Hispania Tarraconensis, phía đông vùng lãnh thổ của người Bastetani, nằm giữa thành phố Urci, nằm về phía đông bắc của Baetica và sông Sucro, ngày nay được gọi là sông Júcar. Hiện nay, nó tương ứng với một phần của tỉnh Albacete, phần phía đông của vùng Murcia và phần phía nam của cộng đồng Valencia.
Thành phố Carthago Nova nằm trong lãnh thổ của họ. Các thị trấn quan trọng khác là Setabi (Xàtiva), Lucenti hoặc Lucentum (La Albufereta ở Alicante), Alonis (Villajoyosa), Ilici (Elche), Menlaria, Valentia và Iaspis. Các đồng tiền xu của người Iberes đã được đúc ở Setabi. Các điểm khảo cổ quan trọng của người Contestani bao gồm đồi Tolmo de Minateda ở gần Hellín và Bastida de les Alcusses, ở gần Mogente.

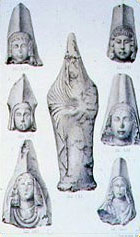
Các bức tượng được tìm thấy tại ngôi làng cổ đại của người Iberes Cerro de los Santos